# Fjords kommun
Fjords kommun (norska: Fjord kommune) är en kommun i landskapet Sunnmøre i Møre og Romsdal fylke i västra Norge. Kommunens centralort är Sylte.
Namnet på kommunen har kritiserats för att det inte har historisk anknytning utan har valts för att få många träffar i digitala söktjänster.

## Administrativ historik
Fjords kommun etablerades den 1 januari 2020 genom en hopslagning av Stordals kommun och Norddals kommun.

### Vapen för tidigare kommuner inom den nuvarande kommunen

Norddals kommun (1990–2019)
Stordals kommun (1991–2019)

## Tätorter
I Fjords kommun finns en tätort:
- Stordal

## Socknar
Inom Norska kyrkan är Fjords kommun indelad i två socknar:
- Norddals socken
- Stordals socken

Socknarna ingår i Nordre Sunnmøre prosteri i Møre stift.

## Bilder

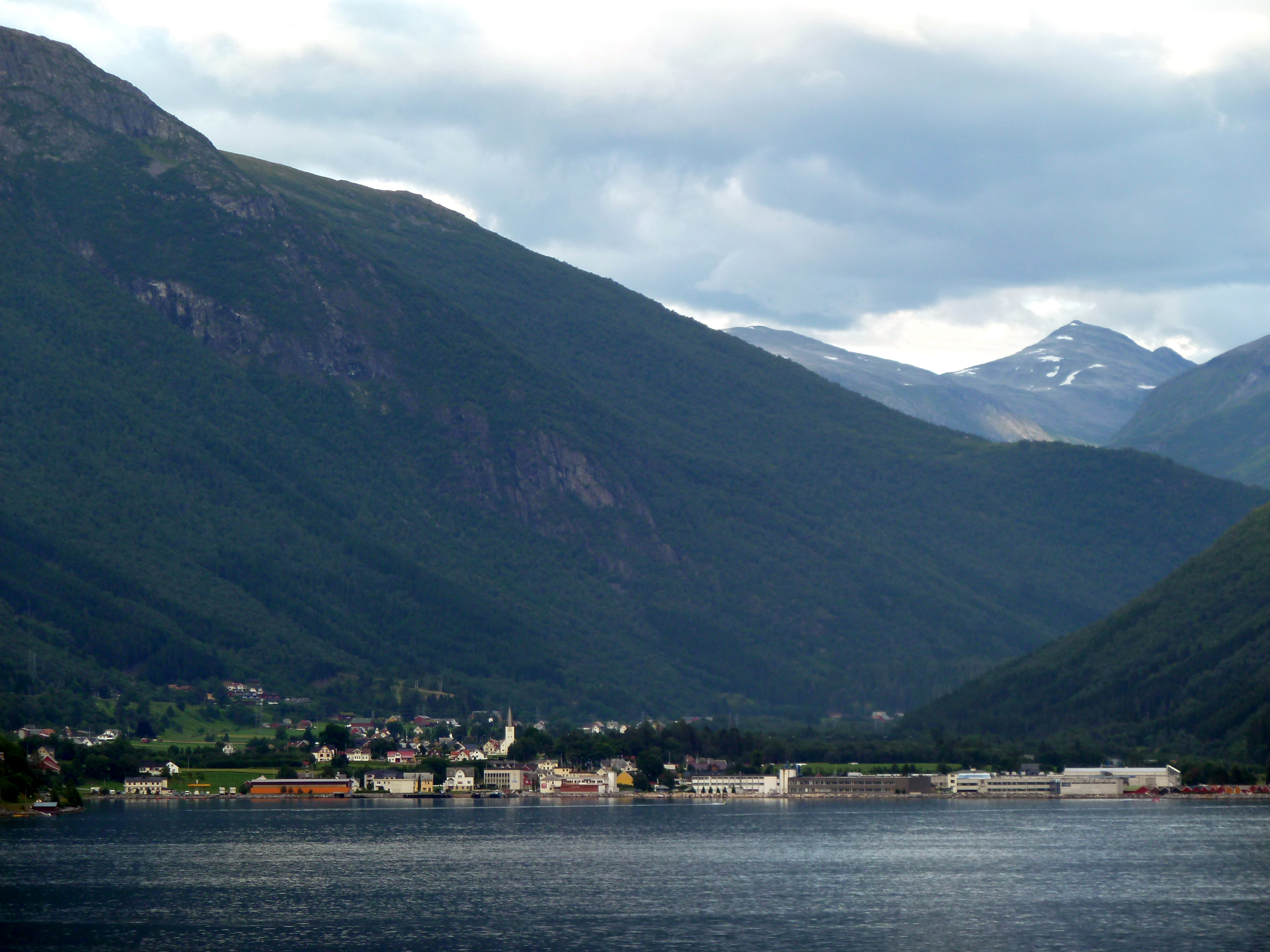
Stordal.
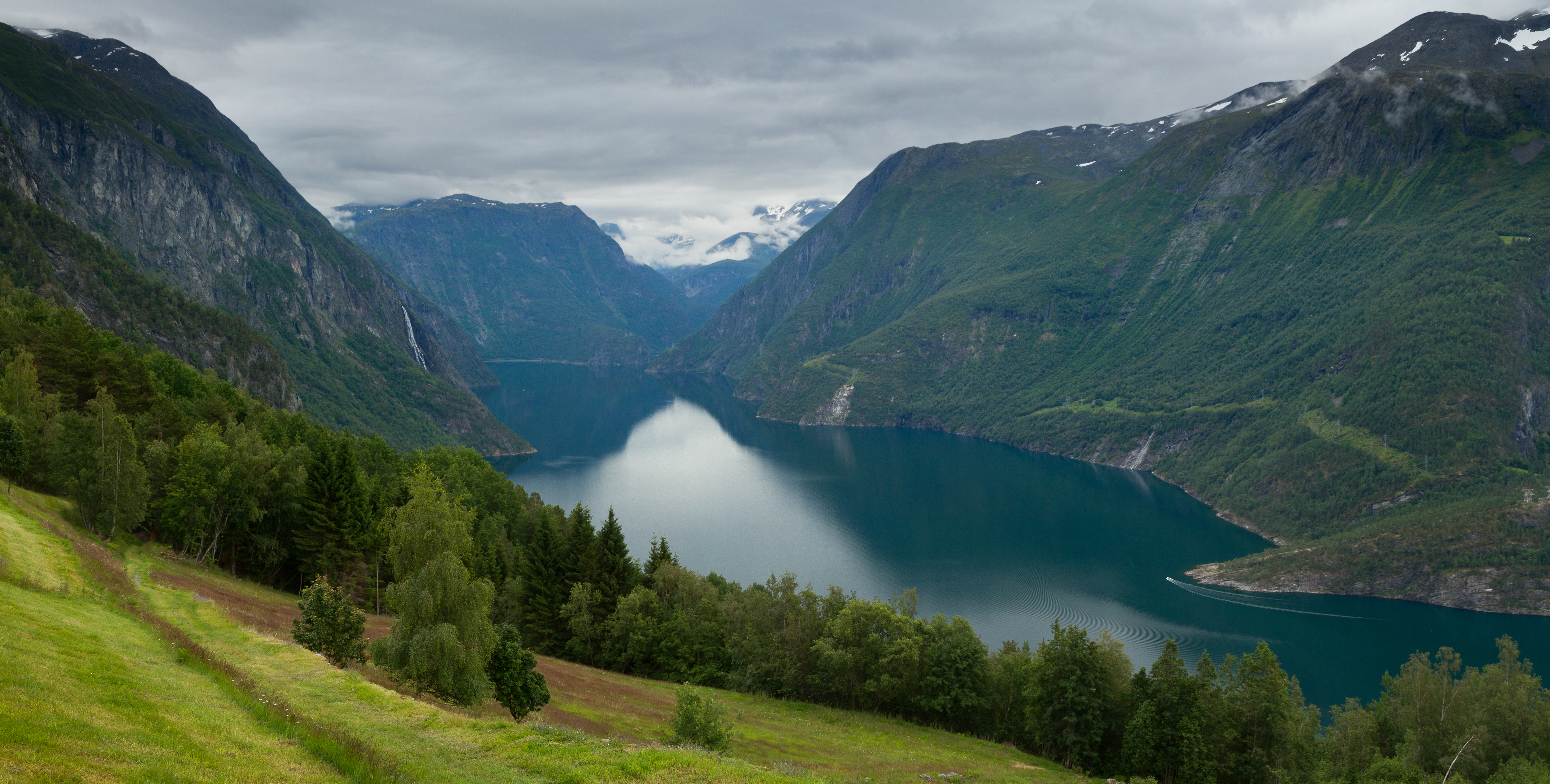
Tafjorden.
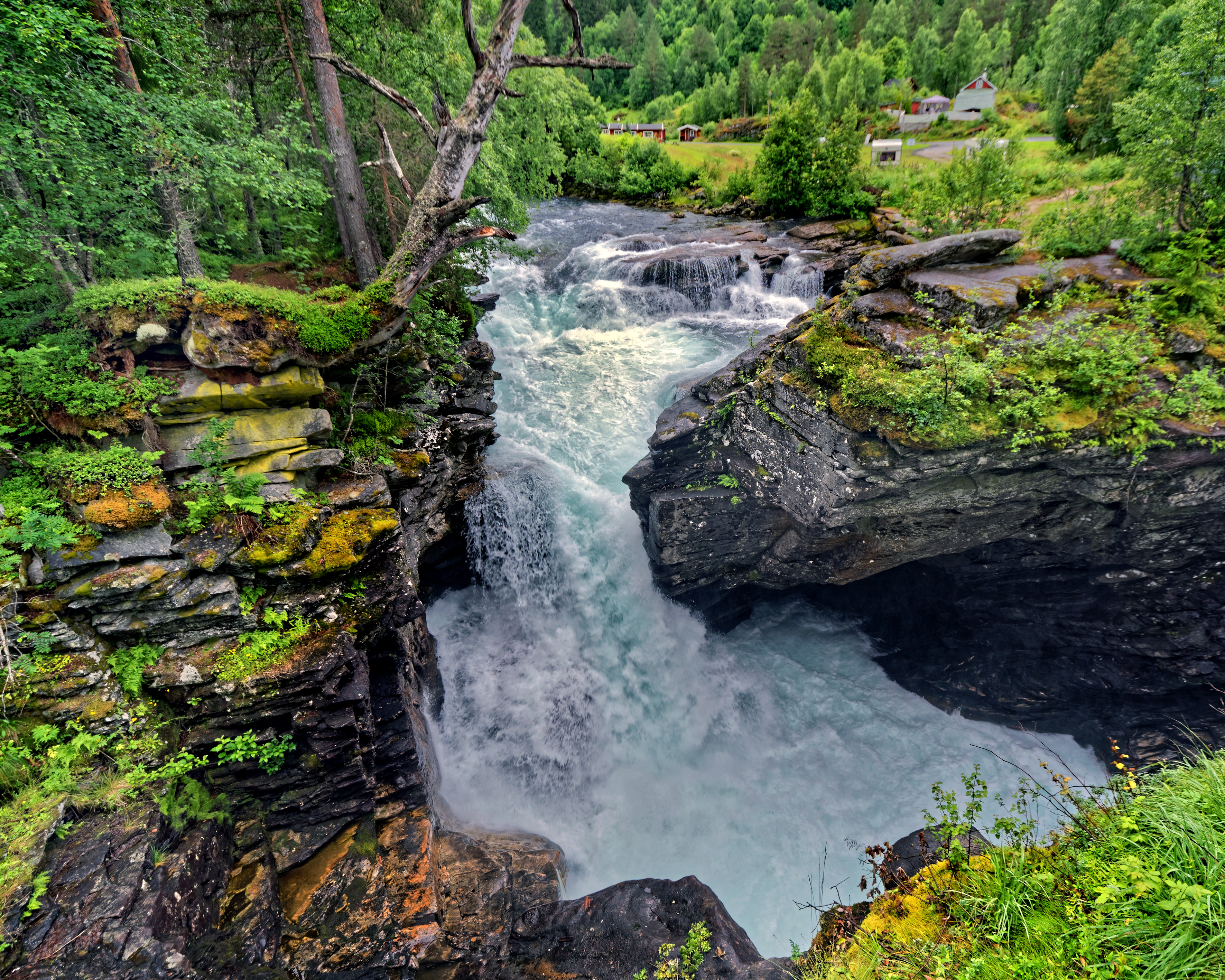
Gudbrandsjuvet.